# 宣祖
宣祖（ソンジョ、せんそ、1552年12月26日 - 1608年3月17日）は、李氏朝鮮時代の第14代国王。諱は昖、初名は鈞（ギュン、균）。即位前は河城君（ハソングン、ほうじょうくん）。父は第11代国王・中宗と昌嬪安氏の三番目の息子・徳興大院君李岹であり、中宗の孫、第12代王仁宗と第13代王明宗の甥にあたる。

## 生涯
1567年、叔父の明宗の後を受けて即位する。成人までの一年間は、義理の母にあたる仁順王后が代理で政治を行った（垂簾聴政）。儒教に傾倒して儒学者を重用したが、これがかえって配下官僚の間での思想的対立や政治的対立を引き起こした。
1592年からは日本の豊臣秀吉からの侵攻を受けることになる（壬辰倭乱）。先祖の李成桂以来、平和な時代が続く中で有名無実化していた朝鮮軍は戦国時代によって鍛えられた日本軍に太刀打ちできず、一時は首都の漢城府（現在のソウル）から追われ、開城に向かったが、ここでは迎えるべき文武官は殆ど逃散し、また民衆からは、国王一行に罵声が浴びせられ、石を投げつけられる有様であった。続いて平壌さらには義州まで落ち延び明に救援を求めた。臨海君・順和君の2王子は捕らえられるという危機的状況に陥った。
その後、明からの援軍を得て平壌・開城を回復し、続いて漢城府の回復を目指したが、 碧蹄館の戦いで日本軍に敗れたため、王都への復帰は頓挫した。その後、日明間で講和交渉が開始されることとなり、日本軍は漢城府から釜山周辺まで撤退したため、宣祖は王都への復帰を果たすことができた。しかし朝鮮の頭越しに進められる講和交渉は、朝鮮南部四道の割譲など、朝鮮には不利な条件が含まれており、宣祖以下朝鮮王朝では、この講和交渉に反対した。
日明間の講和交渉が決裂すると再び侵攻を受けることとなるが（丁酉倭乱）、1598年の秀吉の死により日本軍は撤兵した。
その後の1606年、自身待望の嫡子の永昌大君が誕生した。さらに1607年、日本の江戸幕府に最初の朝鮮通信使を派遣している。翌年、56歳で薨去し、後を次男の光海君が継いだ（なお、宣祖自身は、次期王を庶子の光海君ではなく、嫡子の永昌大君を考えていた）。

## 家系
- 祖父: 中宗（1488-1544）
- 祖母: 昌嬪安氏（1499-1549）
- 父: 徳興大院君李岹（1530-1559）
- 母: 河東府大夫人（朝鮮語版）鄭氏（1522-1567） 世宗の嫡女 貞懿公主の玄孫。(曽祖父 安温泉が公主の次男)

### 宗室
- 正室: 懿仁王后朴氏（1555-1600）- 潘城府院君朴応順の娘。世宗の庶子 桂陽君の玄孫。
  - 子女なし
- 継室: 仁穆王后金氏（1584-1632）世宗の嫡女 貞懿公主の昆孫（5代祖 安如獺が公主の長男）。
  - 貞明公主（1603-1685）- 洪柱元正室
  - 永昌大君李㼁（1606-1614）- 唯一の嫡男。
  - 公主（早世）
- 後宮: 恭嬪金氏（1553-1577）光海君即位に伴い恭聖王后に追贈されるもの、光海君廃位により降格された。
  - 臨海君李珒（1572-1609）- 庶長子。
  - 光海君李琿（1575-1641）- 第15代国王。在位中に廃位された。
- 後宮: 仁嬪金氏（1555-1613）
  - 義安君（朝鮮語版）李珹（1577-1588）
  - 信城君李珝（1578-1592）
  - 定遠君李琈（1580-1619）- 第16代国王仁祖の父。追尊王（廟号: 元宗）
  - 貞慎翁主（朝鮮語版）（1583-1653）- 徐景霌正室　長女(徐楣生)が仁穆王后の弟 金珪と結婚した。
  - 貞恵翁主（朝鮮語版）（1584-1638）- 尹新之（朝鮮語版）正室 　19代国王粛宗の最初の妃 仁敬王后の高祖母。
  - 貞淑翁主（朝鮮語版）（1587-1627）- 申翊聖（朝鮮語版）正室
  - 義昌君（朝鮮語版）李珖（1589-1645）
  - 貞安翁主（朝鮮語版）（1590-1660）- 朴瀰正室
  - 貞徽翁主（朝鮮語版）（1593-1653）- 柳廷亮正室
- 後宮: 順嬪金氏（朝鮮語版）（生没年不明）
  - 順和君李𤣰（1580-1607）
- 後宮: 静嬪閔氏（朝鮮語版）（1567-1626）9代国王成宗の娘 敬淑翁主の曾孫女。
  - 仁城君李珙（1588-1628）
  - 貞仁翁主（朝鮮語版）（1590-1656）- 洪友敬正室
  - 貞善翁主（朝鮮語版）（1594-1614）- 権大任（朝鮮語版）正室
  - 貞謹翁主（朝鮮語版）（1599-1613）- 金克鑌正室
  - 仁興君（朝鮮語版）李瑛（1604-1651）
- 後宮: 貞嬪洪氏（朝鮮語版）（1563-1638）
  - 貞正翁主（朝鮮語版）（1595-1666）- 柳頔正室
  - 慶昌君（中国語版）李珘（1596-1644）
- 後宮: 温嬪韓氏（朝鮮語版）（1581-1664）
  - 興安君（朝鮮語版）李瑅（1598-1624）
  - 慶平君（朝鮮語版）李玏（1600-1673）
  - 貞和翁主（朝鮮語版）（1604-1667）- 権大恒正室
  - 寧城君（朝鮮語版）李㻑（1606-1649）
- 後宮: 貴人鄭氏（朝鮮語版）（1557-1579）
  - 子女なし
- 後宮: 淑儀鄭氏（生年不詳-1580）[1]
  - 子女なし
- 後宮: 昭媛尹氏（朝鮮語版）（生年不詳-1632）
  - 子女なし

## 伝説
1.長崎県対馬市上県郡の佐奈豊には、豊臣秀吉の朝鮮出兵時に某によって対馬に連れて来られた宣祖の娘のものとされる墓がある。
2.立花家家臣の福有直親妻が朝鮮王室の姫で宣祖の王女の1人。柳川藩の伝説によると朝鮮出兵時に立花宗茂が軍を率いて朝鮮京城に到着する際、王宮後苑に二十歳前後の絶世の一美人が悄然悲哀に沈んで衣服を洗っている。
立花家臣たちが尋ねると朝鮮国王宣祖の王女と知って王冠器物韓服などと共に輿に乗せて九州の立花領柳川に送った。
のち宗茂の許可を得て家臣の直親の妻になって、田原親長を生む。
彼女は九十餘歳の長命を保ち、宗茂の柳河大名復帰後に逝去。墓は柳川市細工町常光寺の田原家墓地にあり、「高麗姥姥之塔」の六字が刻まれた。
3.立花家臣の戸次親良の後妻も朝鮮国王宣祖の官女、立花親房を生む。
彼女の墓は柳川福厳寺にあり「花岳院殿覚誉慶園大姉」と刻まれている。

## 宣祖が登場する作品
舞台
- 李舜臣（ミュージカル作品。2009年、配役: イ・グァンヨン）[5]

映画
- 仁穆大妃（1962年、日本未公開、配役: チェ・ナミョン（朝鮮語版））
- 雲を抜けた月のように（朝鮮語版）（2010年、配役: キム・チャンワン）
- 代立軍 ウォリアーズ・オブ・ドーン（朝鮮語版）（2016年、配役: パク・ホサン（朝鮮語版））

テレビドラマ
- 執念（MBC、1975年、日本未公開、配役: キム・ホヨン（朝鮮語版））[6]
- 看羊録（MBC、1980年、日本未公開、配役: キム・ホヨン）
- 朝鮮王朝五百年 壬辰倭乱（MBC、1985-1986年、日本未公開、配役: ヒョン・ソク（朝鮮語版））[7]
- 宮廷女官キム尚宮（KBS、1995年、配役: キム・ソンオク（朝鮮語版））
- ホジュン 宮廷医官への道（MBC、1999-2000年、配役: パク・チャンファン）
- 王の女（SBS、2003年、配役: イム・ドンジン（朝鮮語版））
- 不滅の李舜臣（KBS、2004-2005年、配役: チョ・ミンギ[注釈 1]、チェ・チョロ[注釈 2]、クァク・ジョンウク（朝鮮語版）（子役））
- ホジュン〜伝説の心医〜（MBC、2013年、配役: チョン・ノミン）
- 火の女神ジョンイ（MBC、2013年、配役: チョン・ボソク）
- 王の顔（KBS、2014-2015年、配役: イ・ソンジェ（英語版）、ホン・テウィ（子役））
- 軍師リュ・ソンリョン ～懲毖録＜ジンビロク＞～（朝鮮語版）（KBS、2015年、配役: キム・テウ（英語版）[10]、ペク・スンファン（朝鮮語版）[11]）
- 華政（MBC、2015年、配役: パク・ヨンギュ（朝鮮語版））
- 魔女宝鑑 〜ホジュン、若き日の恋〜（JTBC、2016年、配役: イ・ジフン（朝鮮語版））
- 医心伝心〜脈あり!恋あり?〜（tvN、2017年、配役：チョ・スンヨン）